# Oxétane
L'oxétane ou l'1,3-époxypropane est un composé organique hétérocyclique de formule brute C3H6O qui consiste en un éther cyclique à quatre atomes, trois de carbone et un d'oxygène.
Plus généralement, le terme oxétane réfère aussi à tout composé organique qui contient un cycle oxétane.

## Préparation
Une méthode de préparation bien connue et typique est la réaction de l'hydroxyde de potassium sur l'acétate de 3-chloropropyle à 150 °C. Le rendement d'oxétane fait par cette voie est d'environ 40 % parce que cette synthèse peut évidemment conduire à un grand nombre de sous-produits.
D'autres réactions pour préparer de l'oxétane sont la réaction de Paternò-Büchi ou une cyclisation de diol qui peut aussi former un cycle oxétane.

## Taxol

Paclitaxel avec un cycle oxétane à droite.

Le paclitaxel (Taxol) est un exemple d'un produit naturel contenant un cycle oxétane. Le Taxol est devenu un centre d'intérêt majeur pour de nombreux chercheurs en raison de sa structure inhabituelle et de ses propriétés d'anti-cancéreux. Son cycle oxétane est une caractéristique importante qui sert dans son activité structurelle de fixation des microtubules.
On connaît cependant peu de chose sur la façon dont la réaction est catalysée naturellement, ce qui est un défi pour les scientifiques qui tentent de reproduire cette réaction.